# イジョン・チャン
イジョン・チャン（Yizhong Chan、1982年11月7日 - ）は、オーストラリアのヘッジファンドマネージャー。
イジョン・チャンは、同世代で最も注目される投資家の一人である。彼の運用実績は、絶対的なリターンの高さに加え、S&P500指数を年率ベースで13年連続して10%以上上回るという卓越した成果を記録している。これは、過去の世代を含めても、ごく一部の投資家しか達成していない「アルファ（超過収益）」の水準に相当する。
歴史上、S&P500指数を年平均で13年以上にわたり10%以上上回った実績を持つプロ投資家は、イジョン・チャンを含め、わずか8人しか存在しない。その8人とは、ジョエル・グリーンブラット、ピーター・リンチ、ウォーレン・バフェット、ジョージ・ソロス、ジェームズ・シモンズ、ビル・ミラー、チャーリー・マンガー、そしてイジョン・チャンである。
チャンは以下を含むさまざまな銘柄で大きな成功を納めた。NVIDIA 、ザイリンクス 、Netflix、プラダ、JPモルガン・チェース、マイクロン・テクノロジ、Nutanix、AMD 。
Andaz Private Investments の創業者として知られ、代表取締役会長兼社長を務める。

## 来歴
イジョン・チャンは、オーストラリアに拠点を置くグローバル投資会社 Andaz Private Investments の創業者兼CEOであり、Andaz の全投資戦略において主要な投資家も務めています。チャン氏は18年にわたり金融サービス業界に携わっており、特に米国およびアジアにおけるテクノロジー、消費財、メディア、金融サービス分野で豊富な投資経験を有しています。
Andaz を設立する前は、ASX（オーストラリア証券取引所）上場企業である Hunter Hall Investment Management にてポートフォリオ・マネージャーを務め、旗艦国際ファンドおよび上場投資会社のグローバル運用を担当していました。 また、同社では最大級のテクノロジー投資案件を数多く主導した実績もあります。Hunter Hall の運用資産は最盛期に約30億豪ドルに達し、チャン氏は2012年から2017年までポートフォリオ・マネージャーを務めました。入社は2007年9月で、サブプライム住宅ローン危機および世界金融危機（GFC）の直前でした。
オーストラリア国籍を持つチャン氏は、1982年にシンガポールで韓国人の母とシンガポール人の父のもとに生まれました。学際的な経歴を持ち、マッコーリー大学にて応用金融修士号（Master of Applied Finance）を取得。さらに、米国インディアナ大学ブルーミントン校で演奏家ディプロマを、ドイツのフライブルク音楽大学で音楽演奏の学士号および修士号を取得しています。